# Norddeutsche Fußballmeisterschaft 1907/08

Logo von Eintracht Braunschweig

Die norddeutsche Fußballmeisterschaft 1907/08 war der dritte vom Norddeutschen Fußball-Verband organisierte Wettbewerb. Sieger wurde Eintracht Braunschweig. In der Endrunde um die deutsche Meisterschaft standen die Braunschweiger damit im Viertelfinale.

## Teilnehmer
| Bezirk         | Teilnehmer              |
| -------------- | ----------------------- |
| Braunschweig   | Eintracht Braunschweig  |
| Bremen         | Bremer SC 91            |
| Hamburg-Altona | Victoria Hamburg        |
| Hannover       | Hannover 96             |
| Kiel           | Holstein Kiel           |
| Mecklenburg    | Schweriner FC 03        |
| Oldenburg      | Marine SC Wilhelmshaven |
| Schleswig      | Alemannia Wilster       |

## Ergebnisse

### Viertelfinale
Gespielt wurde am 22. März 1908. Wilster verzichtete aus finanziellen Gründen auf die Teilnahme. Victoria Hamburg kam daher kampflos weiter.
|                        | Ergebnis        |                         |
| ---------------------- | --------------- | ----------------------- |
| Schweriner FC 03       | 2:3 n. V.       | Holstein Kiel           |
| Bremer SC 91           | 5:3             | Marine SC Wilhelmshaven |
| Eintracht Braunschweig | 5:2             | Hannover 96             |
| Victoria Hamburg       | kampflos weiter |                         |

### Halbfinale
Gespielt wurde am 29. März 1908.
|                        | Ergebnis |                  |
| ---------------------- | -------- | ---------------- |
| Eintracht Braunschweig | 4:3      | Bremer SC 91     |
| Holstein Kiel          | 3:4      | Victoria Hamburg |

### Finale
Gespielt wurde am 12. April 1908 in Braunschweig.
|                        | Ergebnis |                  |
| ---------------------- | -------- | ---------------- |
| Eintracht Braunschweig | 3:1      | Victoria Hamburg |

Eintracht: Ahlborn – Stamm, Bülte – Poppe, Hagemann, Schramm – Dette, Beber, Mues, Richard Queck, Zencker (außerdem eingesetzt: Gericke).
Torschützen waren Queck (2) und Poppe, für Victoria Garrn; SR: Quermann, Hannover.